# Соколовка (Корочанский район)
Соколо́вка — село в Корочанском районе Белгородской области, административный центр Соколовского сельского поселения.

## География
Село Соколовка расположено по берегам реки Мокрая Ивица, преимущественно на левом, более пологом. Село равноудалено от основных автомобильных магистралей — в 12-ти километрах юго-западнее проходит трасса Короча-Шебекино, на таком же расстоянии на северо-восток проходит трасса Белгород-Алексеевка-Россошь. Расстояние до районного центра 19 километров, до областного — 74.
Рельеф местности характерен для речных долин южных окраин Среднерусской возвышенности — с северо-запада населенный пункт ограничен крутыми склонами меловых холмов, основная же часть села находится на пологой равнине с высокоурожайными чернозёмными землями. В северной части села небольшую реку Ивицу перекрывает насыпная плотина, в результате чего здесь в 1973 году был образован искусственный пруд, назначением которого в советское время являлось орошение. Площадь водного зеркала составляет 0,56 кв. км, объём — 0,95 млн куб. м.

### Климат
Соколовка находится в зоне умеренно континентального климата с ярко выраженными сезонами. Умеренно снежные зимы сменяются продолжительным весенним периодом, лето часто бывает жарким и засушливым. Для территории характерна среднегодовая температура воздуха +6°С, наиболее теплым месяцем является июль +20°С, наиболее холодными — январь и февраль (около — 8°С). Абсолютный максимум температур +38°С, абсолютный минимум достигает — 35°С. Всего в год выпадает около 450 мм осадков, из них на холодный период приходится около 125 мм, на теплый (апрель-октябрь) — около 325 мм. Относительная влажность воздуха зимой достигает 84 % и снижается до 66 % в летний период.
Безморозный период равен 155 дням. Число дней со снежным покровом — около 100. Средняя дата схода снежного покрова — 1 апреля, средняя глубина промерзания почвы равна 60 см.
Зимой на территории господствуют ветры юго-западного и западного направлений, с которыми связан приток теплового атлантического воздуха. Весной преимущественное развитие получают ветры восточного и юго-восточного направлений, что придает этому периоду несколько засушливый характер. Летом чаще наблюдаются ветры западные и северо-западные, приносящие временные похолодания. Осенью дуют ветры западного направления. Средняя скорость ветра зимой — 6 м/с, летом — 4 м/с.

## История
Российский историк В. П. Загоровский в своей книге «Белгородская черта» приводит следующую цитату из архивных источников: "Для наблюдения за движением татар по Изюмской дороге напротив Короченского участка Белгородской черты были построены два стоялых острожка «за чертой»: Отскочный и Ивицкий. В них размещались «отъезжие острожки» Предположительные остатки стоялого острога можно наблюдать на правом крутом берегу реки Ивица. Детального историко-археологического анализа данного объекта до настоящего времени не проводилось, однако местные краеведы отождествляют его с описанным в исторических хрониках Ивицким острожком.
Если следовать этим предположениям, то поселение на месте нынешней Соколовки появилось приблизительно в 1638—1640 гг. Первоначально люди селились на правом берегу реки Мокрая Ивица, что подтверждается картой Курского наместничества, составленной в 1792 году А.Вильбрехтом. И сейчас эта самая старая улица Соколовки носит название Слобода. Документально известно, что в 1769 году в Соколовке был возведен деревянный храм Успения Пресвятой Богородицы, что долгое время позволяло называть его одним из старейших в Белгородской области.
26 октября 1960 года в селе Соколовка епископ Курский и Белгородский Леонид совершил постриг протоиерея Димитрия Тяпочкина в монашество с именем Серафим. Впоследствии Серафим Тяпочкин стал архимандритом Русской православной церкви, служил настоятелем Свято-Николаевского храма в посёлке Ракитное Белгородской области. Он был почитаем ещё при жизни, и в настоящее время идёт подготовка к канонизации архимандрита Серафима.

## Население
| 2002 | 2008 | 2010 |
| ---- | ---- | ---- |
| 438  | ↘435 | ↘411 |